# Masdevallia klabochorum
Masdevallia klabochorum är en orkidéart som beskrevs av Heinrich Gustav Reichenbach. Masdevallia klabochorum ingår i släktet Masdevallia och familjen orkidéer. Inga underarter finns listade i Catalogue of Life.